# Hovedstadsområdet
Hovedstadsområdet (deutsch: Das Hauptstadtgebiet) ist die zusammenhängende Besiedlung (dän.: byområde) rund um und einschließlich der Gemeinde Kopenhagen, der Hauptstadt Dänemarks. Sie ist bei weitem die größte Stadt (dän.: by) der über 1400 Städte Dänemarks. Ihr Gebiet umfasst rund 400 km². Wie alle Städte in Dänemark macht sie keine Verwaltungseinheit aus, sondern ist nur ein statistischer Begriff. Seit der Verwaltungsgebietsreform 2007 liegt das Hauptstadtgebiet fast vollständig in der größeren Region Hovedstaden; einzig die Kommune Greve liegt in der Region Sjælland.
| Kommune                    | Einwohner, die in Hovedstadsområdet leben |
| -------------------------- | ----------------------------------------- |
| Kopenhagen                 | 653.664                                   |
| Frederiksberg              | 104.664                                   |
| Albertslund                | 27.390                                    |
| Ballerup                   | 41.092                                    |
| Brøndby                    | 36.907                                    |
| Furesø                     | 3.834                                     |
| Gentofte                   | 74.838                                    |
| Gladsaxe                   | 69.881                                    |
| Glostrup                   | 23.524                                    |
| Greve (in Region Sjælland) | 44.119                                    |
| Herlev                     | 29.159                                    |
| Hvidovre                   | 53.414                                    |
| Ishøj                      | 21.269                                    |
| Lyngby-Taarbæk             | 58.076                                    |
| Rudersdal                  | 19.935                                    |
| Rødovre                    | 42.467                                    |
| Tårnby                     | 42.632                                    |
| Vallensbæk                 | 16.431                                    |
| Gesamt                     | 1.363.296                                 |

Am 1. Januar 2023 lebten 1.363.296 Einwohner in Hovedstadsområdet.
Am 1. Januar 2023 waren 18 Kommunen Teil von Hovedstadsområdet, davon fünf nur teilweise.

## Historische Entwicklung
Historisch wurde Hovedstadsområdet zunächst von Danmarks Statistik als Gesamtheit mehrerer kompletter Kommunen betrachtet, die in Abständen neu definiert wurde. So umfasste das Gebiet bis 1979 neben Hovedstaden (Københavns Kommune, Frederiksberg Kommune und Gentofte Kommune) die folgenden 18 Kommunen komplett: Albertslund, Ballerup, Birkerød, Brøndby, Dragør, Farum, Gladsaxe, Glostrup, Herlev, Hvidovre, Høje-Taastrup, Hørsholm, Lyngby-Tårbæk, Rødovre, Søllerød, Tårnby, Vallensbæk und Værløse. Zum 1. Januar 1980 kamen folgende sieben Kommunen hinzu: Allerød, Fredensborg-Humlebæk, Greve, Ishøj, Karlebo, Ledøje-Smørum und Solrød.
Zum 1. Januar 1999 wurde die Definition von Hovedstadsområdet an die für alle übrigen byområder im Lande gültige angepasst. Damit verringerte sich die Einwohnerzahl von Hovedstadsområdet von 1.379.413 am 1. Januar 1998 auf 1.069.813 am 1. Januar 1999 und es entstanden 40 neue byområder, davon 12 mit über 10.000 Einwohnern. Die Kommunen Allerød, Birkerød, Dragør, Farum, Fredensborg-Humlebæk, Greve, Horsholm, Høje-Taastrup, Ishøj, Karlebo und Værløse fielen dabei völlig aus Hovedstadsområdet heraus, Ballerup und Søllerød teilweise.
Mit Stand vom 1. Januar 2020 gehören die Kommunen København, Frederiksberg, Albertslund, Brøndby, Gentofte, Gladsaxe, Glostrup, Herlev, Hvidovre, Lyngby-Taarbæk, Rødovre, Tårnby und Vallensbæk komplett zu Hovedstadsområdet, dazu Teile der Kommunen Ballerup, Rudersdal und Furesø sowie die Ortschaften Ishøj By und Greve Strand By.

## Alternative Definition des Begriffes
Das dänische Umweltministerium arbeitet im Fingerplanen für ein Planungsgebiet, das ebenfalls Hovedstadsområdet genannt wird, mit einer wesentlich umfassenderen Definition, die die gesamte Region Hovedstaden (ohne Bornholm) nebst den Kommunen Greve, Køge, Lejre, Roskilde, Solrød und Stevns umfasst.